# Cordylosaurus subtessellatus
Cordylosaurus subtessellatus là một loài thằn lằn trong họ Gerrhosauridae. Loài này được Smith mô tả khoa học đầu tiên năm 1844.